# NGC 5486
NGC 5486 ist eine leuchtschwache Spiralgalaxie vom Hubble-Typ Sm im Sternbild Großer Bär am Nordsternhimmel. Sie ist schätzungsweise 67 Millionen Lichtjahre von der Milchstraße entfernt und hat einen Durchmesser von etwa 55.000 Lichtjahren. Vom Sonnensystem aus entfernt sich die Galoaxie mit einer errechneten Radialgeschwindigkeit von näherungsweise 1.400 Kilometern pro Sekunde. Die Typ IIP-Supernova SN 2004cm wurde hier beobachtet.
Sie gilt als Teil der acht Mitglieder zählenden Lyons Groups of Galaxies LGG 373 um NGC 5485.
Das Objekt wurde am 2. Mai 1785 von Wilhelm Herschel mit einem 18,7-Zoll-Spiegelteleskop entdeckt, der sie dabei mit „F, cL“ beschrieb.